# Мандрыкин, Олег Анатольевич
Оле́г Анато́льевич Мандры́кин (род. 20 ноября 1968, Ташкент, Узбекская ССР, СССР) — оппозиционный политик Архангельской области, предприниматель в сфере недвижимости и активист из Северодвинска. Противник строительства мусорного полигона на станции Шиес Ленского района, член межрегиональной экологической коалиции «Стоп Шиес». Противник поправок в конституцию России 2020 года. Активный участник протестов против застройки «Квартала 100» в городе Северодвинске. Кандидат в кандидаты на выборах губернатора Архангельской области 2020 г. от партии «Яблоко», не прошедший муниципальный фильтр. Кандидат в депутаты Государственной думы VIII созыва в округе 72 от партии «Яблоко», занявший второе место и поддержанный «Умным голосованием», а также выдвинутый в составе партийного списка «Яблока» на тех же выборах в Государственную думу.

## Биография
Родился 20 ноября 1968 года в городе Ташкент Узбекской ССР. С 1985 года проживал в городе Северодвинске Архангельской области. Получил высшее образование в Северодвинске, в филиале Ленинградского кораблестроительного института (ныне СПбГМТУ) в области сварки. С 1989 по 1994 гг. работал на судоремонтном предприятии «Звёздочка» в Северодвинске. С 1994 по 1997 годы сотрудничал как агент недвижимости с северодвинским издательством «Северный рабочий», работал менеджером по развитию для местной сети магазинов «Ермак». В 1997 году основал агентство недвижимости «Вариант», существующее по 2023 год и сделавшее недвижимость основой деятельностью Олега Мандрыкина. С 2004 по 2012 годы работал на московскую компанию «РЕСО-Гарантия».
В 2009 году выдвигался в городской совет депутатов Северодвинска в 13 округе как самовыдвиженец, входящий в объединение «Возрождение севера», и занял второе место.

### Протестная деятельность
В 2018 году выступал на акциях протеста в Северодвинске против строительства мусорных полигонов возле платформы Рикасиха Северодвинска и станции Шиес Ленского района, где подчёркивал успешность опыта обращения с мусором в близкой к Поморью стране — Финляндии. Выступал 7 апреля 2019 года против полигона на станции Шиес на согласованной акции протеста в Северодвинске, а 4 июня был задержан на протестах на самой станции Шиес.
В 2021 году был оштрафован на 10 тыс. руб. за участие в протесте против застройки «Квартала 100» без маски.

### Выборы губернатора Архангельской области 2020 года
5 апреля 2019 года губернатор Архангельской области Игорь Орлов на встрече с профсоюзными лидерами назвал своих критиков «шелупонью, которая здесь никто и звать никак». Через два дня в центре Архангельска прошла крупнейшая несанкционированная акция протеста, которую активисты попытались сделать бессрочной, установив палатки. В июле 2019 года Игорь Орлов пообещал начать обсуждение строительства полигона на Шиесе с жителями Архангельской области, однако строительство полигона не прекратилось, и до 2020 года в области прошли ещё несколько протестов против полигона на Шиесе: 22 сентября в Соломбале в Архангельске и 8 декабря в Котласе на юге Архангельской области.
В январе 2020 года созданная для противодействия строительству полигона на станции Шиес экологическая коалиция «Стоп Шиес» объявила о поиске претендентов на кандидаты на предстоящие губернаторские выборы. Уже в феврале на сайте golos29.ru было объявлено голосование за одного из 13 кандидатов. По предположениям активистов, больше половины голосов оказались накручены, по «сырым» итогам на первом месте оказалась бывший депутат Государственной думы Ирина Чиркова. После «отсеивания» значительной части предположительно фальшивых голосов, на первом месте оказался Олег Мандрыкин. После него шли активисты Светлана Бабенко (Котлас) и Сергей Илюхин (Северодвинск).
Олег Мандрыкин оказался главным претендентом от оппозиции на пост губернатора Архангельской области. На выборы он был выдвинут партией «Яблоко». Для участия в них в июле были поданы в областную избирательную комиссию 198 подписей муниципальных и районных депутатов при необходимых 189 подписях с 43 подписями из ¾ районов Архангельской области. 23 поданные подписи были забракованы избиркомом, а Олегу Мандрыкину было отказано в регистрации на выборы губернатора. Позже суд отклонил его жалобу на отказ в регистрации на выборы.
Место Олега Мандрыкина как оппозиционного кандидата заняла Ирина Чиркова, которая впоследствии набрала большинство голосов в Ленском районе, где расположена станция Шиес, и Ненецком автономном округе, однако в общем заняла второе место. Победителем на выборах стал кандидат от Единой России Александр Цыбульский.

### Выборы в Государственную думу 2021 года
Уже вскоре после поражения на выдвижении на выборы губернатора коалиция «Стоп Шиес» предоставила своих кандидатов на выборы в Государственную думу VIII созыва, состоявшиеся в сентябре 2021 года. О выдвижении Мандрыкина по 72 («Архангельскому») и Козенкова по 73 («Котласскому») округам Архангельской области стало известно уже в мае 2021 г. На этот раз избирательной комиссией кандидаты от «Стоп Шиеса» были зарегистрированы и участвовали в выборах. Оба кандидата выдвигались от «Яблока», оба также стали кандидатами в партийном списке «Яблока». Позже Олег Мандрыкин был поддержан «Умным голосованием» как наиболее популярный кандидат в 72 округе не от Единой России.
По итогам выборов Олег Мандрыкин занял второе место. Первое место занял единоросс Александр Спиридонов, опередив Олега Мандрыкина примерно на 20 тысяч голосов.

### Вторжение России на Украину
В начале февраля 2022 года в офисах агентства недвижимости «Вариант» прошли обыски по подозрению в неуплате налогов, которые самим Мандрыкиным были названы «попыткой слепить уголовное дело» с целью недопуска до выборов. За день до полномасштабного вторжения России на Украину Олег Мандрыкин опубликовал пост во «ВКонтакте», где пожелал людям «мирного неба». Последующих заявлений об уже начавшемся вторжении на Украину не делал.
В сентябре 2022 года два новостных издания рассказали, что Мандрыкин, вероятно, уехал из России из-за политических репрессий. Однако 31 декабря на своей личной странице «ВКонтакте» Мандрыкин опубликовал видеозапись с новогодним поздравлением из центра Северодвинска, а позже вышло интервью с ним в группе телеканала СТВ.

## Взгляды
Был одним из главных противников строительства мусорных полигонов у Рикасихи и Шиеса. Позже активно участвовал в акциях раздельного сбора отходов в Северодвинске и выступал против мусорной реформы в Архангельской области.

Выступает против поправок в конституцию 2020 года и против переизбрания Владимира Путина на пятый срок:
Я считаю, что все эти поправки придуманы только с одной целью — дать возможность действующему президенту снова и снова избираться. Я считаю, что это принципиально неправильно. В России 146 млн граждан, и точно найдётся талантливый человек, который в состоянии будет управлять страной. Поэтому я буду голосовать против.
В 2020—2022 годах активно выступал против застройки территории «Квартала 100» в центре Северодвинска, поддержал требование строительства парка на этом месте.

## Собственность и доходы
По данным издания 29.ru, общий доход Мандрыкина составляет 26,39 млн рублей, при этом не уточняется, за какой срок. Таким образом, среди 20 зарегистрированных кандидатов на выборах 2021 года в Госдуму в Архангельской области он на втором месте по доходам, опережает Мандрыкина только Олег Черненко.
Кроме того, ему принадлежат квартира в Архангельской области площадью 230,3 м² и две квартиры в Санкт-Петербурге площадью 98,2 и 46,1 м², три земельных участка в Архангельской области площадью от 1914 до 2519 м² и 33/2158 доли участка площадью 2158 м² в Санкт-Петербурге. Также ему принадлежат 25/140 доли в магазине площадью 797 м², нежилое помещение площадью 268,8 м² и, вероятно, 7 офисов. В Санкт-Петебурге у него имеются два парковочных места площадью 16,1 и 16,3 м², а также нежилое помещение площадью 63,4 м². Среди движимого имущества у него имеются два автомобиля Volvo.

## Политические результаты

### Выборы в Городской Совет депутатов Северодвинска (2009)
| 13 | 43,84 |  | Афанасов Роман Адольфович  | Единая Россия                         | 948    | 32,05  |
| 13 | 43,84 |  | Мандрыкин Олег Анатольевич | Самовыдвижение («Возрождение севера») | 802    | 27,11  |
| 13 | 43,84 |  | Сагдиева Элла Владимировна | Самовыдвижение                        | 696    | 23,53  |
| 13 | 43,84 |  | Карзин Дмитрий Эдуардович  | ЛДПР                                  | 307    | 10,38  |
| 13 | 43,84 |  | Пургина Светлана Глебовна  | Самовыдвижение                        | Выбыла | Выбыла |

### Выборы в Государственную думу (2021)
| 72 | Архангельская область — Архангельский | Округа г.Архангельска: Октябрьский, Соломбальский, Маймаксанский, Северный. Город Северодвинск. Районы: Вельский, Каргопольский, Коношский, Няндомский, Онежский, Плесецкий, Приморский (западная часть, включая Соловецкие острова). Зарубежные страны: Узбекистан («Ташкент-3»). | Александр Спиридонов        |                             | Единая Россия               |                                                                 | 49 635  |
| 72 | Архангельская область — Архангельский | Округа г.Архангельска: Октябрьский, Соломбальский, Маймаксанский, Северный. Город Северодвинск. Районы: Вельский, Каргопольский, Коношский, Няндомский, Онежский, Плесецкий, Приморский (западная часть, включая Соловецкие острова). Зарубежные страны: Узбекистан («Ташкент-3»). | Олег Мандрыкин              |                             | Яблоко                      | «Умное голосование», Выдвинут также в составе партийного списка | 30 125  |
| 72 | Архангельская область — Архангельский | Округа г.Архангельска: Октябрьский, Соломбальский, Маймаксанский, Северный. Город Северодвинск. Районы: Вельский, Каргопольский, Коношский, Няндомский, Онежский, Плесецкий, Приморский (западная часть, включая Соловецкие острова). Зарубежные страны: Узбекистан («Ташкент-3»). | Надежда Виноградова         |                             | КПРФ                        | Выдвинута также в составе партийного списка                     | 27 469  |
| 72 | Архангельская область — Архангельский | Округа г.Архангельска: Октябрьский, Соломбальский, Маймаксанский, Северный. Город Северодвинск. Районы: Вельский, Каргопольский, Коношский, Няндомский, Онежский, Плесецкий, Приморский (западная часть, включая Соловецкие острова). Зарубежные страны: Узбекистан («Ташкент-3»). | Владимир Сухарев            |                             | ЛДПР                        |                                                                 | 15 685  |
| 72 | Архангельская область — Архангельский | Округа г.Архангельска: Октябрьский, Соломбальский, Маймаксанский, Северный. Город Северодвинск. Районы: Вельский, Каргопольский, Коношский, Няндомский, Онежский, Плесецкий, Приморский (западная часть, включая Соловецкие острова). Зарубежные страны: Узбекистан («Ташкент-3»). | Игорь Губинских             |                             | Новые люди                  |                                                                 | 12 288  |
| 72 | Архангельская область — Архангельский | Округа г.Архангельска: Октябрьский, Соломбальский, Маймаксанский, Северный. Город Северодвинск. Районы: Вельский, Каргопольский, Коношский, Няндомский, Онежский, Плесецкий, Приморский (западная часть, включая Соловецкие острова). Зарубежные страны: Узбекистан («Ташкент-3»). | Олег Черненко               |                             | Справедливая Россия         | Выдвинут также в составе партийного списка                      | 11 576  |
| 72 | Архангельская область — Архангельский | Округа г.Архангельска: Октябрьский, Соломбальский, Маймаксанский, Северный. Город Северодвинск. Районы: Вельский, Каргопольский, Коношский, Няндомский, Онежский, Плесецкий, Приморский (западная часть, включая Соловецкие острова). Зарубежные страны: Узбекистан («Ташкент-3»). | Сергей Филонов              |                             | Партия пенсионеров          |                                                                 | 6 313   |
| 72 | Архангельская область — Архангельский | Округа г.Архангельска: Октябрьский, Соломбальский, Маймаксанский, Северный. Город Северодвинск. Районы: Вельский, Каргопольский, Коношский, Няндомский, Онежский, Плесецкий, Приморский (западная часть, включая Соловецкие острова). Зарубежные страны: Узбекистан («Ташкент-3»). | Ярослав Савичев             |                             | Родина                      | Выдвинут также в составе партийного списка                      | 4 031   |
| 72 | Архангельская область — Архангельский | Округа г.Архангельска: Октябрьский, Соломбальский, Маймаксанский, Северный. Город Северодвинск. Районы: Вельский, Каргопольский, Коношский, Няндомский, Онежский, Плесецкий, Приморский (западная часть, включая Соловецкие острова). Зарубежные страны: Узбекистан («Ташкент-3»). | Дмитрий Каргапольцев        |                             | Коммунисты России           | Выдвинут также в составе партийного списка                      | 3 890   |
| 72 | Архангельская область — Архангельский | Округа г.Архангельска: Октябрьский, Соломбальский, Маймаксанский, Северный. Город Северодвинск. Районы: Вельский, Каргопольский, Коношский, Няндомский, Онежский, Плесецкий, Приморский (западная часть, включая Соловецкие острова). Зарубежные страны: Узбекистан («Ташкент-3»). | Владимир Когут              |                             | РПСС                        |                                                                 | 3 239   |
| 72 | Архангельская область — Архангельский | Округа г.Архангельска: Октябрьский, Соломбальский, Маймаксанский, Северный. Город Северодвинск. Районы: Вельский, Каргопольский, Коношский, Няндомский, Онежский, Плесецкий, Приморский (западная часть, включая Соловецкие острова). Зарубежные страны: Узбекистан («Ташкент-3»). | Недействительных бюллетеней | Недействительных бюллетеней | Недействительных бюллетеней | Недействительных бюллетеней                                     | 7 342   |
| 72 | Архангельская область — Архангельский | Округа г.Архангельска: Октябрьский, Соломбальский, Маймаксанский, Северный. Город Северодвинск. Районы: Вельский, Каргопольский, Коношский, Няндомский, Онежский, Плесецкий, Приморский (западная часть, включая Соловецкие острова). Зарубежные страны: Узбекистан («Ташкент-3»). | Явка по округу              | Явка по округу              | Явка по округу              | Явка по округу                                                  | 171 593 |